# Èumenes d'Amastris
Èumenes (en llatí Eumenes, en grec antic Εὐμένης) fou tirà de la ciutat d'Amastris a la costa de l'Euxí (Mar Negra) contemporani d'Antíoc I Sòter.
Heraclea del Pont volia adquirir la sobirania sobre Amastris, que antigament els pertanyé, però Èumenes es va negar a cedir els seus drets, encara que finalment va haver de reconèixer la sobirania del rei Ariobarzanes III del Pont, (que va ser rei des del 265 aC fins al 240 aC), i li va cedir la ciutat, segons diu Memnó d'Heraclea. Podria ser nebot de Filèter de Pèrgam, és a dir l'Èumenes I de Pèrgam que després va ser rei de Pèrgam, però no hi ha prou dades per assegurar-ho.